# اوتوکو
اوتوکو (به ژاپنی: 応徳 Ōtoku) نام یک عصر تاریخی ژاپنی (نِنگُو) بود. این عصر بعد از ایهو (دوره) و قبل از کانجی (دوره) قرار داشت و از فوریه ۱۰۸۴ تا آوریل ۱۰۸۷ میلادی به طول انجامید. در طی این عصر امپراتور شیراکاوا، امپراتور ژاپن بود.